# Nikolai Menxutkin
Nikolai Aleksàndrovitx Menxutkin (en rus, Николáй Алексáндрович Меншýткин), nascut a Sant Petersburg, Rússia, el 12 d'octubre de 1842 i traspassat a Sant Petersburg el 22 de gener de 1907, fou un destacat químic rus que descobrí el procés per a transformar les amines terciàries en quaternàries (reacció de Menxutkin).

## Biografia
Als 16 anys entrà a la Universitat de Sant Petersburg per estudiar química i es graduà el 1862. Després amplià els seus estudis en diferents centres d'investigació d'Alemanya i França. Primer amb Adolph Strecker a la Universitat de Tübingen el 1862, després a la Universitat de París el 1864 amb Charles Adolphe Würtz i, finalment, amb Hermann Kolbe el 1865 a la Universitat de Marburg. Al seu retorn a Sant Petersburg aconseguí la seva especialització gràcies als treballs realitzats a l'estranger, especialment per les seves investigacions de l'àcid fosforós. El 1869 defensà la seva tesi doctoral davant Aleksandr Butlerov i Dmitri Mendeléiev i passà a ser professor ajudant de la Universitat de Sant Petersburg i després a ser professor. Publicà diversos manuals de química que tingueren una important influència en l'ensenyament de la química a Rússia durant bastants d'anys.

## Obra
A la seva tesi doctoral, Menxutkin estudià les reaccions de l'àcid fosfòric demostrant que els tres àtoms d'hidrogen no són equivalents. El 1890 descobrí que les amines terciàries poden convertir-se en amines quaternàries (sals d'amoni) per reacció amb halurs d'alquil.